# Джепкемои, Хивин
Хивин Киенг Джепкемои — кенийская легкоатлетка, специализируется в беге на 3000 метров с препятствиями. Победительница Всеафриканских игр 2011 года. Заняла 6-е место на чемпионате мира 2013 года в Москве.

## Достижения

### Бриллиантовая лига
- Doha Diamond League 2015 — 9.22,11 (3-е место)[2]
- Golden Gala Pietro Mennea 2015 — 9.15,08 (1-е место)[3]
- Sainsbury's Birmingham Grand Prix 2015 — 9.25,20 (2-е место)[4]